# Tamara Hope

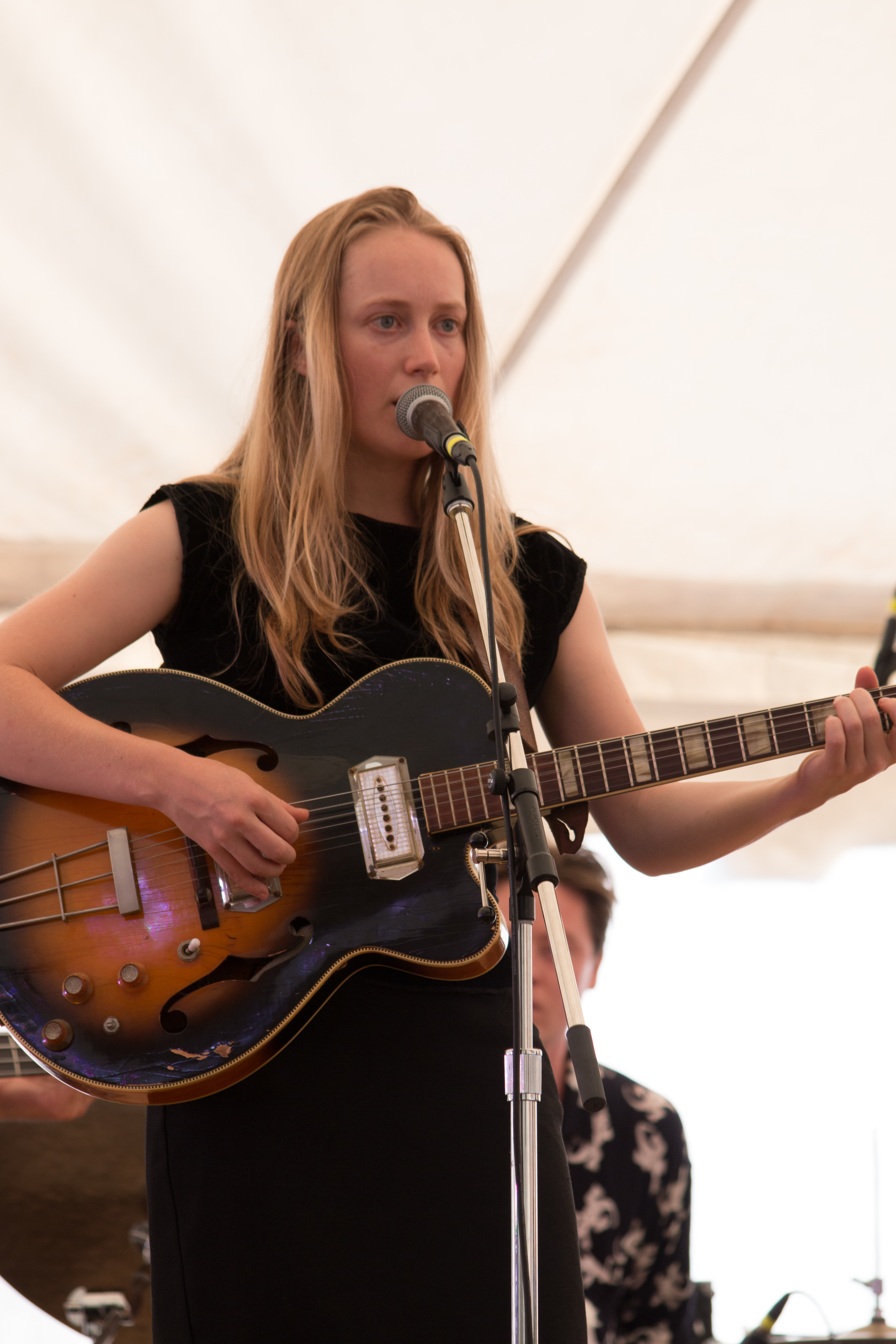

Tamara Hope (* 2. November 1984 in Toronto, Ontario), auch als Tamara Lindeman bekannt, ist eine kanadische Schauspielerin und Musikerin.

## Leben und Karriere
Hopes Schauspielkarriere begann 1999 mit einem Auftritt im Fernsehfilm Winslow Homer: An American Original. 2000 folgten weitere Rollen in Fernsehfilmen, darunter auch Hauptrollen in Meine Stiefschwester ist ein Alien und The Royal Diaries: Elizabeth I – Red Rose of the House of Tudor. Für ihre Nebenrolle im Fernsehfilm Sandy Bottom – Konzert für eine Stadt wurde sie 2001 mit dem Young Artist Award ausgezeichnet, eine weitere Nominierung für diese Auszeichnung bekam sie 2002 für Stürmische Zeiten. Ihren ersten Auftritt in einem Kinofilm hatte die Schauspielerin 2001 im Independentthriller The Deep End – Trügerische Stille.
2002 übernahm Hope die Hauptrolle in der kanadischen Fantasyserie Guinevere Jones, wo sie 26 Folgen lang die gleichnamige Protagonistin verkörperte. Im Anschluss daran wandte sich die Schauspielerin wieder den Filmen zu und war in vorwiegend kanadischen Produktionen zu sehen, unter anderem in den Komödien Saint Ralph und Prom Queen – Einer wie keiner (beide 2004). Auftritte in den US-amerikanischen Produktionen hatte sie unter anderem in dem Tanzfilm Darf ich bitten? (2004) sowie in dem Katastrophenfilm Mayday – Katastrophenflug 52 (2005). Beim Method Independent Film Festival 2005 wurde sie für ihre Hauptrolle in The Nickel Children mit dem „Breakout Acting Award“ ausgezeichnet. Ferner erhielt sie bei den Prism Awards 2007 eine Nominierung in der Kategorie „Performance in a TV-Movie“ für ihre Rolle in Augusta, Gone (2006).
2007 spielte Hope in der zweiten Staffel der kanadischen Fernsehserie Die Geheimnisse von Whistler die Rolle der Leah McLure, die Serie wurde jedoch Ende 2007 eingestellt. Zuletzt war die Schauspielerin in Hauptrollen in den kanadischen Fernsehproduktionen Einsatz in Afghanistan – Angriff der Wüstenschlangen und Manson (beide 2009) sowie in einer Gastrolle in der zweiten Staffel Serie Covert Affairs zu sehen.
2006 gründete sie unter dem Namen Tamara Lindeman die Folkband The Weather Station, mit denen sie zwischen 2008 und 2021 acht Alben und EPs aufnahm. Zwischen 2008 und 2011 wirkte sie an einer EP und zwei Alben der Band Bruce Peninsula mit.

## Filmografie (Auswahl)
- 1999: Winslow Homer: An American Original (Fernsehfilm)
- 2000: Meine Stiefschwester ist ein Alien (Stepsister from Planet Weird) (Fernsehfilm)
- 2000: Sandy Bottom – Konzert für eine Stadt (The Sandy Bottom Orchestra) (Fernsehfilm)
- 2000: The Royal Diaries: Elizabeth I – Red Rose of the House of Tudor (Fernsehfilm)
- 2000–2002: Soul Food (Fernsehserie, vier Folgen)
- 2001: The Deep End – Trügerische Stille (The Deep End)
- 2001: Stürmische Zeiten (What Girls Learn) (Fernsehfilm)
- 2002: Guinevere Jones (Fernsehserie, 26 Folgen)
- 2004: The Third Identity – Im Bann der Macht (A Different Loyalty)
- 2004: Prom Queen – Einer wie keiner (Prom Queen: The Marc Hall Story)
- 2004: Saint Ralph2
- 2004: Darf ich bitten? (Shall We Dance)
- 2005: The Nickel Children
- 2005: Selling Innocence (Fernsehfilm)
- 2005: Mayday – Katastrophenflug 52 (Mayday)
- 2006: 10.5 – Apokalypse (10.5: Apocalypse)
- 2006: Augusta, Gone (Fernsehfilm)
- 2007: Lies and Crimes (Fernsehfilm)
- 2007: ReGenesis (Fernsehserie, zwei Folgen)
- 2007: Die Geheimnisse von Whistler (Whistler) (Fernsehserie, 13 Folgen)
- 2008: Murdoch Mysteries (Fernsehserie, zwei Folgen)
- 2009: Einsatz in Afghanistan – Angriff der Wüstenschlangen (Sand Serpents) (Fernsehfilm)
- 2009: Manson (Fernsehfilm)
- 2011: Covert Affairs (Fernsehserie, Gastauftritt)

## Diskografie
Veröffentlichungen mit Bruce Peninsula
- Debut 7" EP, 2008
- A Mountain is a Mouth, 2009
- Open Flames, 2011

Veröffentlichungen mit The Weather Station
- East EP, 2008
- The Line, 2009
- All of It Was Mine, 2011
- Duets #1–3, 2013
- What Am I Going to Do with Everything I Know EP, 2014
- Loyalty, 2015
- The Weather Station, 2017
- Ignorance, 2021[5][6]